# Campeonato Sul-Americano de Hóquei sobre a grama Masculino de 2003
O Campeonato Sul-Americano de Hóquei sobre a grama Masculino de 2003 foi a primeira edição deste torneio. O mesmo foi administrado e patrocinado pela Federação Pan-Americana de Hóquei (PAHF). A sede foi o Chile, com as partidas sendo realizadas em sua capital, Santiago.
A equipe da Argentina conquistou o título desta edição inaugural.

## Regulamento e participantes
A fórmula de disputa adotada nesta edição da competição foi a de pontos corridos, na qual todos os participantes se enfrentaram em turno único, sagrando-se campeã a seleção com maior número de pontos.
Seis foram os participantes deste campeonato, sendo eles as representações de Argentina, Brasil, Chile, Paraguai, Peru e Uruguai.

### Eliminatórias para os Jogos Pan-Americanos de 2003
Este sul-americano de hóquei serviu como eliminatória para os Jogos Pan-Americanos do mesmo ano, que foram celebrados em Santo Domingo, capital da República Dominicana. 
Apenas uma vaga direta estava em disputa. A mesma foi ofertada ao selecionado campeão deste torneio.

## Jogos
Seguem-se, abaixo, as partidas realizadas nesta competição.

### Fase única
| 16 de março |     |          |  |  |
| Uruguai     | 2–0 | Paraguai |  |  |

| 16 de março |      |           |  |  |
| Brasil      | 1–17 | Argentina |  |  |

| 16 de março |      |      |  |  |
| Chile       | 12–0 | Peru |  |  |

| 17 de março |      |      |  |  |
| Argentina   | 13–0 | Peru |  |  |

| 17 de março |     |         |  |  |
| Brasil      | 2–3 | Uruguai |  |  |

| 18 de março |      |       |  |  |
| Paraguai    | 0–21 | Chile |  |  |

| 19 de março |     |        |  |  |
| Peru        | 1–0 | Brasil |  |  |

| 19 de março |      |           |  |  |
| Uruguai     | 1–13 | Argentina |  |  |

| 20 de março |     |         |  |  |
| Chile       | 9–0 | Uruguai |  |  |

| 20 de março |     |        |  |  |
| Paraguai    | 2–4 | Brasil |  |  |

| 21 de março |      |          |  |  |
| Argentina   | 25–0 | Paraguai |  |  |

| 22 de março |     |      |  |  |
| Uruguai     | 2–2 | Peru |  |  |

| 22 de março |      |       |  |  |
| Brasil      | 0–18 | Chile |  |  |

| 23 de março |     |      |  |  |
| Paraguai    | 1–8 | Peru |  |  |

| 23 de março |     |           |  |  |
| Chile       | 2–3 | Argentina |  |  |

### Classificação Final
| Equipe    | Pts | J | V | E | D | GF | GC | Saldo |
| --------- | --- | - | - | - | - | -- | -- | ----- |
| Argentina | 15  | 5 | 5 | 0 | 0 | 71 | 4  | +67   |
| Chile     | 12  | 5 | 4 | 0 | 1 | 62 | 3  | +59   |
| Peru      | 7   | 5 | 2 | 1 | 2 | 11 | 28 | -17   |
| Uruguai   | 7   | 5 | 2 | 1 | 2 | 8  | 26 | -18   |
| Brasil    | 3   | 5 | 1 | 0 | 4 | 7  | 41 | -34   |
| Paraguai  | 0   | 5 | 0 | 0 | 5 | 3  | 60 | -57   |

- Convenções: Pts = pontos, J = jogos, V = vitórias, E = empates, D = derrotas, GF = gols feitos, GC = gols contra, Saldo = diferença de gols.
- Critérios de pontuação: vitória = 3, empate = 1, derrota = 0.
- A Argentina garantiu a vaga sul-americana direta aos Jogos Pan-Americanos de 2003.

## Título
| Campeonato Sul-Americano de 2003 Hóquei sobre a grama masculino |
| --------------------------------------------------------------- |
| Argentina Campeão (1º título)                                   |